# Takuya Kawaguchi
Takuya Kawaguchi (jap. 川口 卓哉, Kawaguchi Takuya; * 11. Oktober 1978 in Hokkaido) ist ein ehemaliger japanischer Fußballspieler.

## Karriere
Kawaguchi erlernte das Fußballspielen in der Schulmannschaft der Sapporo Shiraishi High School. Seinen ersten Vertrag unterschrieb er 1997 bei den Bellmare Hiratsuka (heute: Shonan Bellmare). Der Verein spielte in der höchsten Liga des Landes, der J1 League. Am Ende der Saison 1999 stieg der Verein in die J2 League ab. Für den Verein absolvierte er 82 Spiele. 2002 wechselte er zum Erstligisten Tokyo Verdy. Für den Verein absolvierte er acht Erstligaspiele. 2003 wechselte er zum Zweitligisten Consadole Sapporo. Für den Verein absolvierte er 21 Spiele. Ende 2003 beendete er seine Karriere als Fußballspieler.